# Elastà

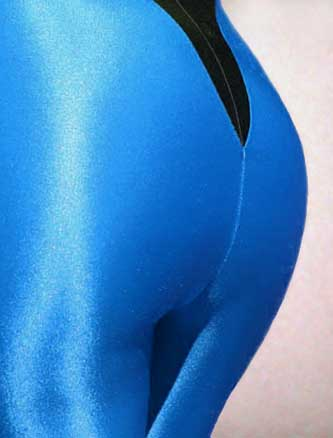
Maillot confeccionat amb Spandex

L'elastà, licra o spandex és una fibra sintètica molt coneguda per la seva gran elasticitat, inventada el 1959 pel químic Joseph Shivers, qui treballava per a la companyia DuPont.
L'empresa nord-americana DuPont va patentar la seva invenció el 1959 i li va donar el conegut nom de marca LYCRA®. La fibra LYCRA® és avui propietat de l'empresa Invista. No és un teixit sinó una de les fibres que componen un teixit. Les seves propietats són de donar elasticitat i major qualitat que altres elastans. La fibra LYCRA® és un elastà, però no tots els elastans són de marca LYCRA®.
Quan es va introduir per primera vegada, l'elastà va revolucionar moltes àrees de la indústria tèxtil.
En l'actualitat és utilitzat sobretot en l'àmbit esportiu gràcies a la seva flexibilitat i lleugeresa.
És un polímer de cadena molt llarga, compost amb un mínim del 85% de poliuretà segmentat (Spandex); obtenint filaments continus que poden ser multifilament o monofilament.
L'elastà s'utilitza conjuntament amb altres fibres per fabricar teixits òptims per produir roba interior, roba femenina, mitjons. També és present a pantis i mitges així com en roba esportiva i en roba de bany, ja que gràcies a les seves propietats elàstiques atorga llibertat de moviments als esportistes que la utilitzen.

## Característiques principals de l'elastà
- Pot ser estirat fins a un 600% sense que es trenqui.
- Es pot estirar gran nombre de vegades i tornarà a prendre la seva forma original.
- Eixuga ràpidament.